# Botijo

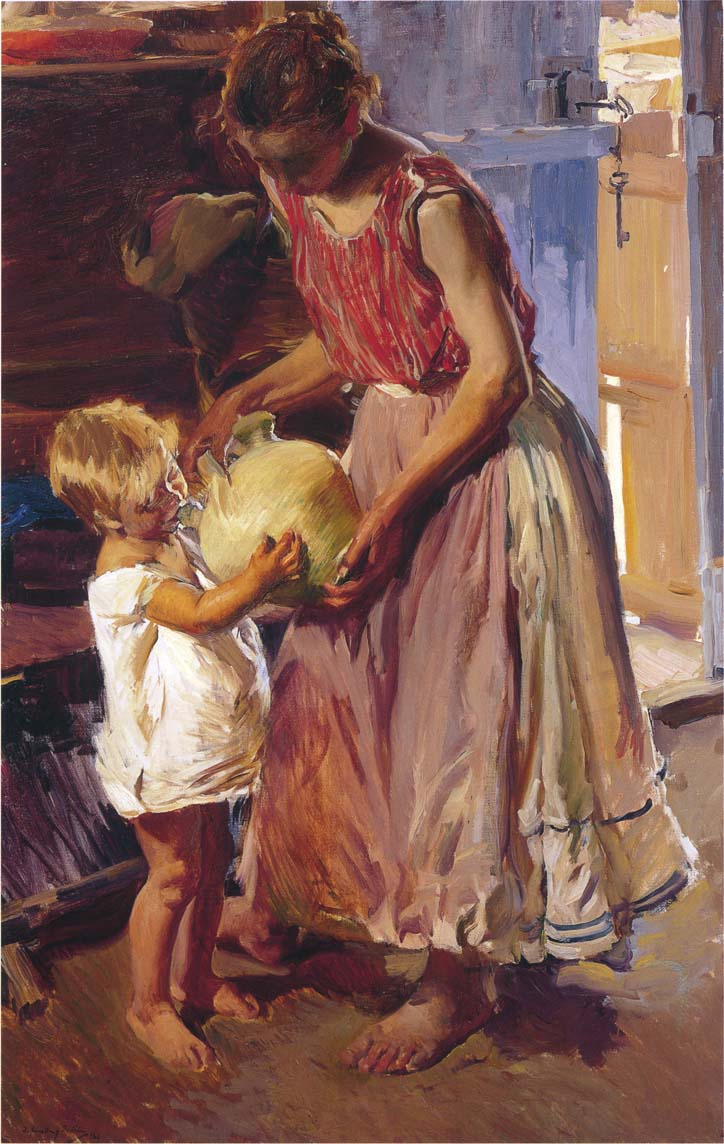
"Botijo" (c. 1904), Joaquín Sorolla y Bastida. Kolekcja prywatna.

Botijo lub búcaro (hiszp.), càntir, pitxell lub poal (kat.) – tradycyjne hiszpańskie naczynie z porowatej gliny przeznaczone do przechowywania wody. Szczególną własnością botijo jest to, że napełnione wodą i wystawione na działanie promieni słonecznych schładza wodę na zasadzie parownika. 
Botijo ma zazwyczaj obły kształt i posiada jeden lub więcej wlewów do napełniania go wodą, a także jeden lub więcej „dziubków” zwanych pitón lub pitorro, które służą do picia lub nalewania wody do naczyń. Botijo jest tradycyjnym elementem kultury hiszpańskiej. Może różnić się kształtem, kolorem i materiałem z którego jest wykonane w zależności od regionu.

## Zasada działania
Zawarta w botijo woda powoli przenika przez pory w glinie, z której naczynie jest wykonane, a następnie odparowuje z powierzchni w wyniku kontaktu z suchym, gorącym powietrzem charakterystycznym dla klimatu śródziemnomorskiego. W wyniku odparowania 1 g wody, układ botijo-woda traci około 2.219 kJ energii, co przekłada się na obniżenie temperatury naczynia i zawartości. Odparowanie następuje na zewnątrz naczynia, w związku z czym tylko pewna część energii jest spożytkowana na schłodzenie naczynia i zawartości.